# Lista de presidentes de Israel
Esta lista de presidentes de Israel compreende todas as pessoas que exerceram a chefia de governo do país desde a sua independência em 14 de maio de 1948. Israel é uma democracia parlamentar, portanto o presidente é apenas o chefe de estado (o chefe de governo é o primeiro-ministro) e suas funções são em grande parte simbólicas.
O presidente é eleito pelo parlamento do país, conhecido como Knesset, para um único mandato de sete anos, sem direito à reeleição. A eleição para presidente deverá ser feita entre noventa e trinta dias antes de expirar o mandato do presidente incumbente. Se o cargo ficar vago, o presidente do Knesset assumirá o cargo interinamente e a eleição deverá ser feita em até 45 dias após o dia inicial da vacância.
As eleições legislativas de Israel (que definem a composição do Knesset) são eleições diretas e devem ocorrer usualmente a cada quatro anos na terceira terça-feira da semana do Cheshvan no último ano de legislatura. Então, o presidente é responsável por repassar a tarefa de formar um governo para um membro do Knesset (geralmente um candidato a primeiro-ministro por um partido). No caso de não ocorrer a formação de uma coalizão governista em 28 dias, o presidente pode designar a tarefa para outro membro que terá que formar um governo em catorze, se mesmo assim não se formar um governo o presidente anuncia uma nova eleição legislativa que terá que ser realizada dentro de noventa dias.
| Nº | Nº | Presidente | Presidente      | Início do mandato     | Fim do mandato        | Partido político                      |
| -- | -- | ---------- | --------------- | --------------------- | --------------------- | ------------------------------------- |
|    | 1  |            | Chaim Weizmann  | 17 de maio de 1948    | 9 de novembro de 1952 | Sionistas Gerais                      |
|    | 2  |            | Yitzhak Ben-Zvi | 8 de dezembro de 1952 | 23 de abril de 1963   | Mapai                                 |
|    | 3  |            | Zalman Shazar   | 21 de maio de 1963    | 24 de maio de 1973    | Mapai Partido Trabalhista(desde 1968) |
|    | 4  |            | Ephraim Katzir  | 24 de maio de 1973    | 28 de maio de 1978    | Partido Trabalhista                   |
|    | 5  |            | Yitzhak Navon   | 28 de maio de 1978    | 5 de maio de 1983     | Partido Trabalhista                   |
|    | 6  |            | Chaim Herzog    | 5 de maio de 1983     | 13 de maio de 1993    | Partido Trabalhista                   |
|    | 7  |            | Ezer Weizman    | 13 de maio de 1993    | 13 de julho de 2000   | Partido Trabalhista                   |
|    | 8  |            | Moshe Katsav    | 1 de agosto de 2000   | 15 de julho de 2007   | Likud                                 |
|    | 9  |            | Shimon Peres    | 15 de julho de 2007   | 24 de julho de 2014   | Kadima                                |
|    | 10 |            | Reuven Rivlin   | 24 de julho de 2014   | 7 de julho de 2021    | Likud                                 |
|    | 11 |            | Isaac Herzog    | 7 de julho de 2021    | presente              | Partido Trabalhista                   |